# Horst Dröse
Horst Dröse (Frankfurt am Main, 23 november 1949) is een voormalig hockeyer uit Duitsland. 
Dröse won in 1972 met zijn ploeggenoten de olympische gouden medaille tijdens de spelen in eigen land. Drie jaar later won Dröse met zijn ploeggenoten de bronzen medaille tijdens de wereldkampioenschappen. Tijdens de Olympische Spelen 1976 kwam de West-Duitse ploeg niet verder dan de vijfde plaats.

## Erelijst
- 1972 –  Olympische Spelen in München
- 1975 –  Wereldkampioenschap in Kuala Lumpur
- 1976 – 5e Olympische Spelen in Montreal